# Clara Müller (Malerin)

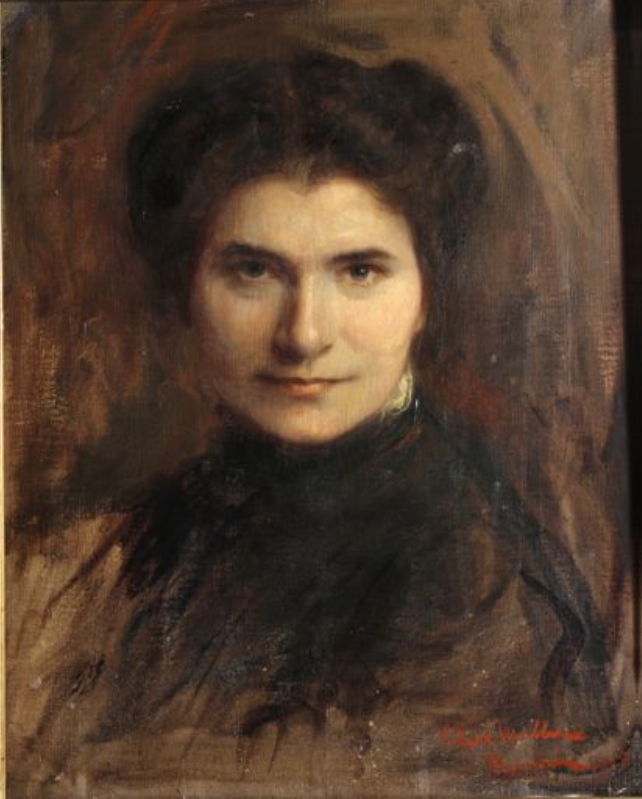
Clara Müller: Selbstporträt, 1905

Clara Müller (* 16. März 1862 in Densbüren, Aargau; † 18. Februar 1929 in Bergamo, Italien; Heimatort Hirschthal) war eine Schweizer Malerin. Sie ist bekannt für ihre Porträts, Blumenstillleben und Landschaftsbilder.

## Leben
Clara Müller wurde 1862 in Densbüren als Tochter des Pfarrers und Strafanstaltsdirektors Johann Rudolf Müller geboren und verlebte einen Teil ihrer Kindheit in Lenzburg. Ihr Vater, Pfarrer im Aargau, engagierte sich für Reformen im Strafvollzug in der neuen Strafanstalt Lenzburg und gilt als Pionier des humanen Strafvollzugs.
1872 zog die Familie nach Bergamo, wo Clara mit ihrer malerischen Begabung auffiel. Mit 16 Jahren bekam sie ein Staatsstipendium und trat in die Accademia Carrara in Bergamo unter Professor Enrico Scuri (1806–1884) ein. Als dieser gestorben war, wurde sie Privatschülerin des Bildnismalers Cesare Tallone (1853–1919). Sie wurde eine gefragte Porträtmalerin zuerst in Bergamo, dann in Genf und Zürich. Mit 26 Jahren zeigte sie das Bildnis ihrer Schwester 1888 auf der Esposizione Nazionale in Bologna. Zur Weiterbildung ging sie nach England. 1887 arbeitete sie in London im Atelier von John Singer Sargent (1856–1925). Nun wurde sie in den Kreisen der englischen Aristokratie bekannt und erhielt etliche Porträtaufträge.
Von 1903 bis 1905 war sie in München, wo sie die alten Meister und die moderne Malerei studierte. An der Internationalen Ausstellung im Glaspalast von 1905 wurde ihr Bildnis ihrer Mutter ausgestellt. Über den befreundeten Künstler Victor Wagner lernte sie den Tier- und Genremaler Julius Adam (1852–1913) kennen. In München wurde sie auch mehr und mehr durch den Impressionismus beeinflusst. Nach Bergamo zurückgekehrt, lebte sie zurückgezogen für ihre Malerei.
Ihr nachgelassenes Werk befand sich im Besitz der Grossnichte und Künstlerin Clara Luisa Demar, die es 2019 dem Museum Burghalde Lenzburg als Schenkung vermachte. Das Museum hat ein Clara-Müller-Kabinett eingerichtet.

## Rezeption
Das Museum zu Allerheiligen Schaffhausen schreibt: «Clara Müller gehört zu jenen Malerinnen, denen trotz hoher Qualität ihrer Arbeiten die nachhaltige Anerkennung versagt blieb.»
Im künstlerischen Schaffen von Clara Müller zeige sich eine begnadete Porträtmalerin. So gehörten die Bilder der Verwandten und Porträts von Kindern zum Schönsten, was sie geschaffen habe, urteilen die Lenzburger Nachrichten.
Marc Philip Seidel, Leiter des Museums Burghalde Lenzburg, äusserte sich anlässlich der Ausstellung 2019: «Schon auf den ersten Blick sah man die Superqualität in diesen Bildern». «Diese Malerin verdient eine viel grössere Ausstellung.»

## Werke (Auswahl)

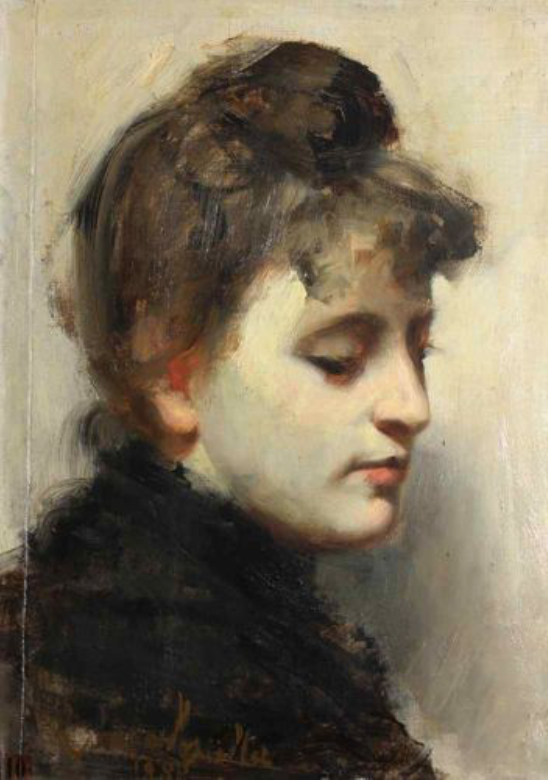
Porträt der Schwester Albertina, 1888
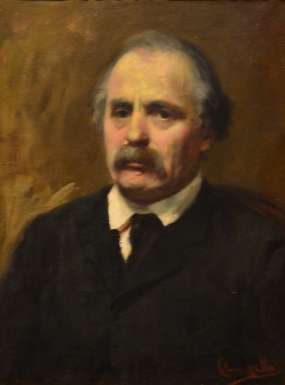
Porträt des Vaters Johann Rudolf Müller
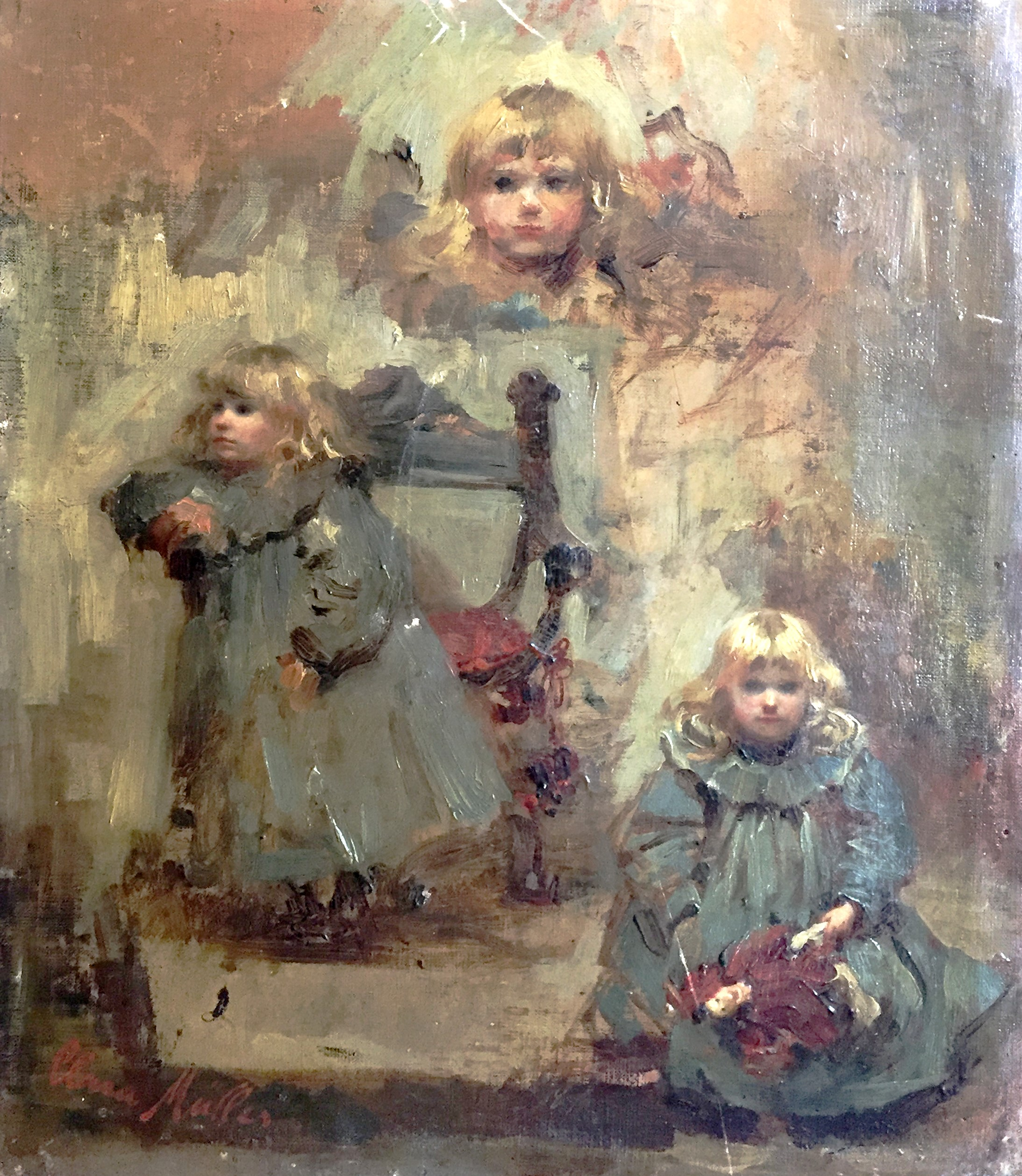
Nichte

## Ausstellungen
- 1888: Esposizione Nazionale, Bologna: Porträt der Schwester Albertina.
- 1896: Nationale Kunstausstellung der Schweiz, Genf.
- 1905: Glaspalast München: Bild der Mutter.

postum
- 2013: Museum zu Allerheiligen Schaffhausen, Albert Anker und der Realismus in der Schweiz: Selbstbildnis und Porträt der Schwester Albertina.[3]
- 2019: Museum Burghalde Lenzburg, Die Rückkehr der Malerin Clara Müller (1862–1929) nach Lenzburg.[4]